# Francis Egerton, 3. Duke of Bridgewater

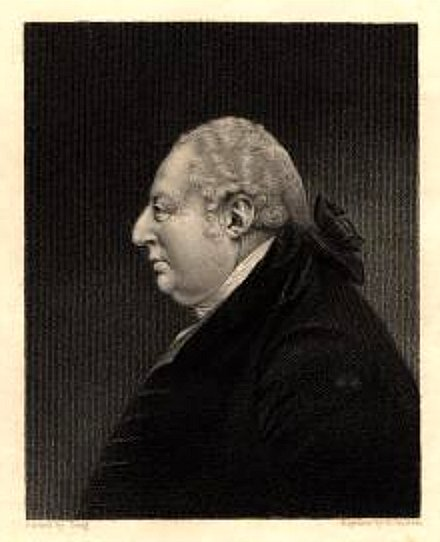
Francis Egerton, 3. Duke of Bridgewater

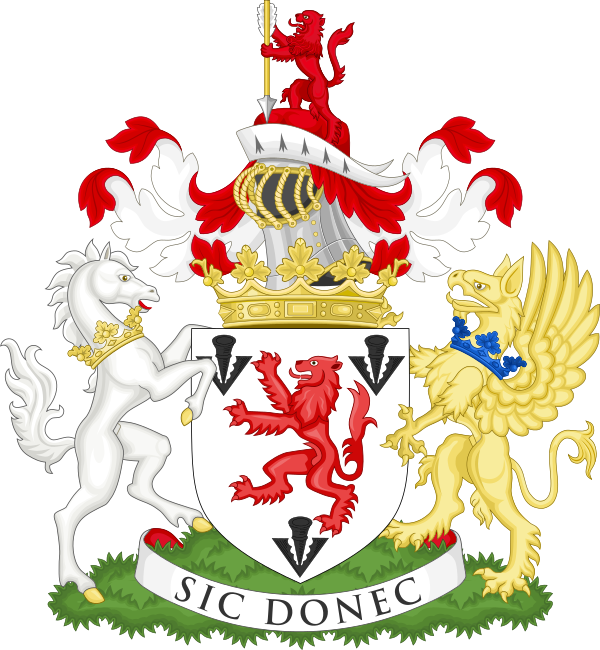
Wappen des Francis Egerton, 3. Duke of Bridgewater

Francis Egerton, 3. Duke of Bridgewater (* 21. Mai 1736; † 8. März 1803 in London), war ein britischer Peer, Politiker und Unternehmer.

## Leben
Egerton war der jüngeste Sohn des Scroop Egerton, 1. Duke of Bridgewater, aus dessen zweiter Ehe mit Lady Rachel Russell, Tochter des Wriothesley Russell, 2. Duke of Bedford. Als jüngerer Sohn eines Duke führte er bis 1748 die Höflichkeitsanrede „Lord“ Francis Egerton. Er war noch minderjährig als er 1748 beim Tod seines älteren Bruders John Egerton, 2. Duke of Bridgewater, dessen Adelstitel als 3. Duke of Bridgewater, 3. Marquess of Brackley, 6. Earl of Bridgewater, 7. Viscount Brackley und 7. Baron Ellesmere erbte. Während seiner Minderjährigkeit übernahm seine Mutter die Verwaltung seiner Ländereien.
Um 1759 verlobte er sich mit Elizabeth Gunning, Witwe des James Hamilton, 6. Duke of Hamilton, es kam aber zu keiner Eheschließung. 1759 heiratete Elizabeth schließlich John Campbell, den späteren 5. Duke of Argyll.
Egerton ist bekannt als der Begründer der britischen Binnenschifffahrt und als Kommissar des Bridgewater-Kanals, der für ihn von James Brindley gebaut wurde, um damit einen Schifffahrtsweg zu seinen Kohleminen in Worsley in Lancashire herzustellen. Der Kanal gilt als erster schiffbarer Kanal der Neuzeit. Später ließ Egerton dann einen Kanal von Liverpool nach Manchester bauen. 1799 ließ er den Schlepper Buonaparte mit Dampfantrieb bauen und testen. Zu seinen ungewöhnlichsten Konstruktionen dürfte das unterirdische Schiffshebewerk in Form eines Schrägaufzuges im Inneren der Kohlengrube von Worsley zählen. Hier konnten Boote mit einer Tragfähigkeit von bis zu zwölf Tonnen vom Bridgewater Canal aus direkt in die Grube einfahren und dort beladen werden. Diese Konstruktion wurde 1812 von Francis Egerton, 8. Earl of Bridgewater, in seinem Buch Description du Plan Incliné Souterrain ausführlich beschrieben. Dies alles brachte Egerton den Spitznamen Kanal-Duke ein.
Egerton galt als einer der reichsten Männer seiner Zeit im Königreich Großbritannien. Sein Vermögen soll mehr als 2.000.000 £ betragen haben. Er ließ unter anderem den Familiensitz Ashridge Park abreißen. Bevor er allerdings mit dem Neubau beginnen konnte, verstarb Egerton 1803 an einer Influenzaerkrankung. Auf dem Gelände befindet sich heute ein 33 m hoher Turm, das Bridgewater Monument, der zu seinem Gedenken erbaut worden ist. Er starb unverheiratet und kinderlos. Die Titel Duke of Bridgewater und Marquess of Brackley erloschen damit, während die älteren Titel Earl of Bridgewater, Viscount Brackley und Baron Ellesmere auf seinen Neffen zweiten Grades John Egerton übergingen. Er wurde in Little Gaddesden beigesetzt.